# Verdens miljødag
World Environment Day er en FN-dag, der markeres i hele verden den 5. juni hvert år. Miljødagen blev indstiftet ved De Forenede Nationers miljøkonference i Stockholm 1972. World Environment Day er arrangeret af FN's Miljøprogram UNEP.
Hvert år vælges et særligt tema samt et værtsland, hvor den officielle fejring af miljødagen finder sted. I 2017 er det Canada. Norge har som det eneste nordiske land været værtsland, nemlig i 2007.